# Jaroslav Maixner

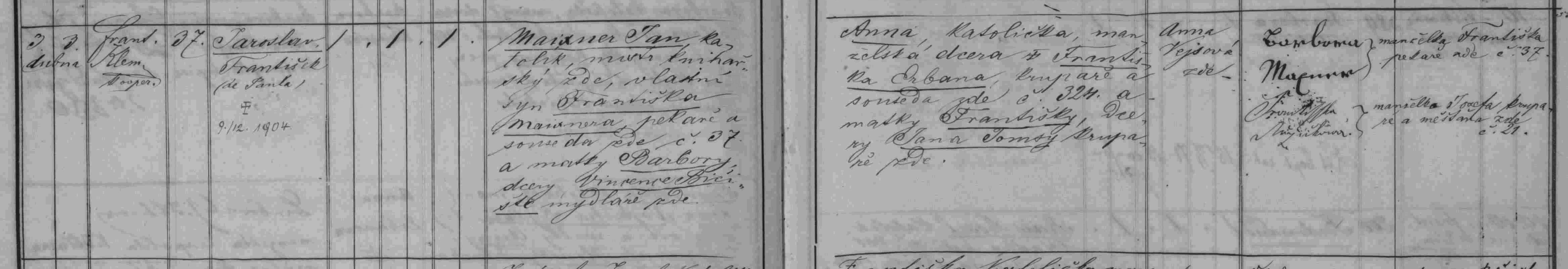
matriční zápis o narození a křtu Jaroslava Maixnera (matrika N 1867-1875 Hořice (SOA Zámrsk))

Jaroslav Maixner (3. dubna 1870 Hořice – 9. prosince 1904 Hořice) byl český sochař, řezbář a umělecký medailér.

## Život
Studoval na akademii ve Vídni. V roce 1889 absolvoval Sochařsko-kamenickou školu v Hořicích. Během svého života střídavě působil ve Vídni i v Hořicích. Jeho plastiky byly často používány při výzdobě budov.
Jako syn hořického knihkupce Jana Maixnera byl synovcem malíře Petra Maixnera, dřevorytce Čeňka Maixnera a malíře Karla Maixnera.

## Dílo
- plastika Plzeňský dudák pro Kestřánkovu vilu v Plzni
- dvě sfingy a čtyři alegorické skupiny pro budovu Obchodní akademie (nyní Univerzita Hradec Králové) v Hradci Králové na náměstí Svobody 301[4]
- skupina Obchod pro Fodermayerův dům v ul. B. Smetany 2 v Plzni
- plastika Moravská pohostinnost pro Moravskou Ostravu
- Šárka, Útěcha Kristova, návrhy náhrobků[3]